# Apodrassodes taim
Apodrassodes taim är en spindelart som beskrevs av Antonio D. Brescovit och Arno Antonio Lise 1993. Apodrassodes taim ingår i släktet Apodrassodes och familjen plattbuksspindlar. Inga underarter finns listade i Catalogue of Life.